# Subjekt (filosofi)
 Der er for få eller ingen kildehenvisninger i denne artikel, hvilket er et problem. Du kan hjælpe ved at angive troværdige kilder til de påstande, som fremføres i artiklen.

 For alternative betydninger, se Subjekt. (Se også artikler, som begynder med Subjekt)
Et subjekt er en bevidsthed som retter sig mod noget andet (nemlig objektet). Subjektet observerer, iagttager, begærer, former, handler, etc. og er altså præget af intentionalitet.
Det subjektive er det, som angår subjektet og dets intentionalitet eller dets bevidsthed. En oplevelse er noget subjektivt, men det som subjektet oplever er et objekt. For eksempel er en fodboldkamp et objektivt fænomen, men den enkelte tilskuers tanker og reaktioner på fodboldkampen er subjektive.
Navnet subjektivitet (snarere end for eksempel bevidsthed) har en lang og kompleks historie i vestlig tænkning. Siden Descartes, og særligt siden Kant, har subjektivitet været et vedvarende emne for mange filosoffer i den tyske og franske tradition (kontinental filosofi). I perioden fra Kant til Hegel, i nogle tilfælde omtalt som ”subjektivitetsfilosofiens herredømme” ("the reign of the philosophy of subjectivity"), blev subjektivitet set som hvis ikke dét konstituerende tema eller princip, så hvert fald ét af de konstituerende temaer for og principper i filosofi. I det 20.århundredes filosofi fortsatte denne teoretiske tradition formentligt stærkest i fænomenologien.
En person betegnes som subjektiv, når vedkommende giver udtryk for egne meninger og holdninger.
Subjektivisme er den opfattelse, at al erkendelse er subjektiv, dvs. udtryk for det enkelte menneskes (subjekts) bevidsthedstilstand. Der er ingen udsagn, der er objektivt sande. Alle udsagn er afhængige af de enkelte subjekters følelser og holdninger.